# Cardioglossa leucomystax
Espèce
Synonymes
- Arthroleptis leucomystax Boulenger, 1903

Statut de conservation UICN

 LC  : Préoccupation mineure

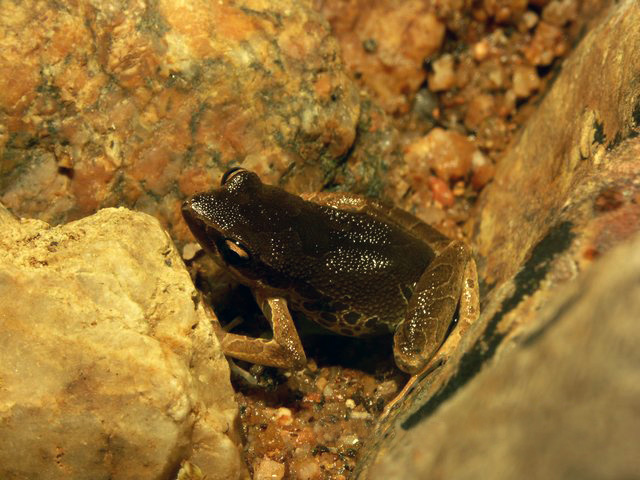
Cardioglossa leucomystax

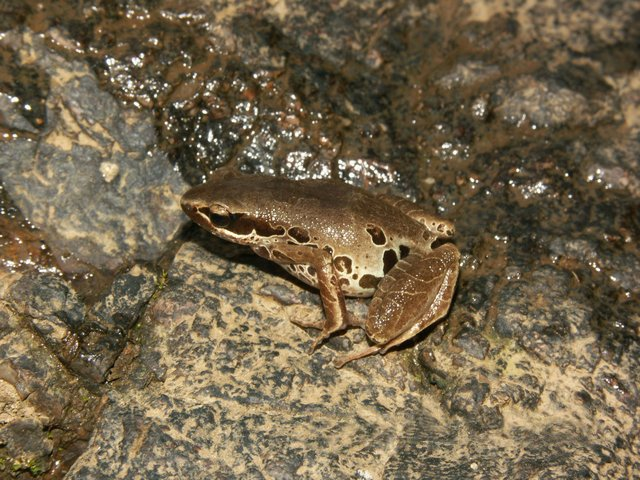
Cardioglossa leucomystax

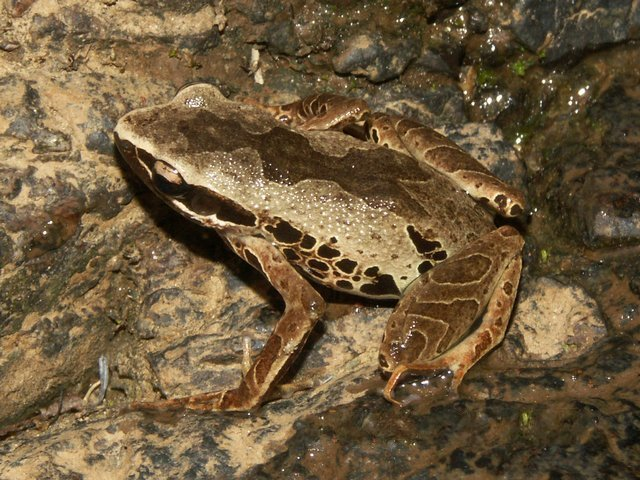
Cardioglossa leucomystax

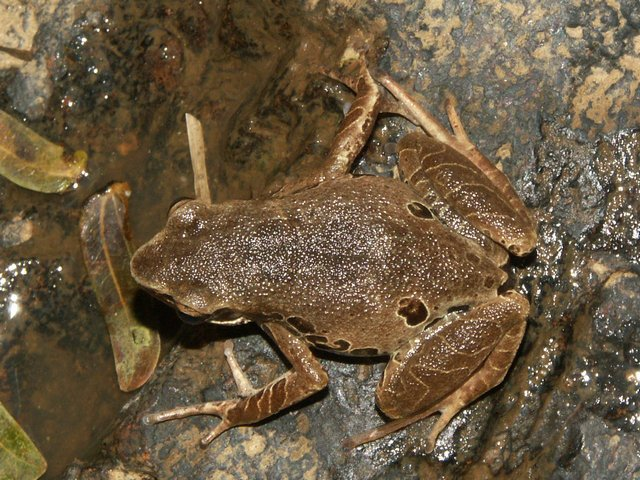
Cardioglossa leucomystax

Cardioglossa leucomystax est une espèce d'amphibiens de la famille des Arthroleptidae.

## Répartition
Cette espèce se rencontre dans le Sud du Nigeria, au Cameroun, dans le sud-est de la Centrafrique, en Guinée équatoriale, au Gabon, au Congo-Brazzaville, dans le Nord du Congo-Kinshasa et dans le nord de l'Angola.
Les populations de Côte d'Ivoire, du Ghana, de Guinée et du Liberia appartiennent à Cardioglossa occidentalis Blackburn, Kosuch, Schmitz, Burger, Wagner, Gonwouo, Hillers & Rödel, 2008

## Publication originale
- Boulenger, 1903 : Batraciens de la Guinée espagnole. Memorias de la Real Sociedad Española de Historia Natural, vol. 1, p. 61-64 (texte intégral).